# Юный Пьеро
Юный Пьеро (фр. Pauvres gosses) — немой короткометражный фильм Сегундо де Шомона. Премьера состоялась во Франции 5 июня 1907 года.

## Сюжет
В фильме показано детство Пьеро.

## Художественные особенности
- Длина плёнки — 90 метров
- Формат — 35 мм